# Abbaye Saint-Pierre d'Orbais
L’abbaye Saint-Pierre d'Orbais, située à Orbais-l'Abbaye dans le département français de la Marne en région Grand Est, a été édifiée à la fin du XIIe et au tout début du XIIIe siècle. 
Son église abbatiale est de style roman tardif.

## Histoire
Selon Flodoard, saint Réole, évêque de Reims, dote et consacre, en 677, selon Charles Le Cointe, ou en 680, selon d'autres, l'abbaye d'Orbais, sous l'invocation des apôtres Saint Pierre et Saint Paul sous la règle de saint Benoît et de saint Colomban, sur les fond et domaine qui lui sont donnés par Thierry ou Theodoric, roi de la Francie occidentale ou de Neustrie, la huitième année de son règne et avec le consentement d'Ebroïn, maire du palais. saint Réole fait venir six moines du monastère de Rebais.
Saint Réole veut que le monastère d'Orbais, bien que situé dans un autre diocèse comme celui de Hautvillers, bâti par saint Nivard, soit et demeure toujours sous la juridiction et dépendance immédiate des archevêques de Reims, de sorte que les religieux d'Orbais ne puissent se choisir ni reconnaître par la suite un abbé sans leur permission et leur agrément, et que celui qu'ils élisent avec ces conditions soit confirmé par l'archevêque et lui prête le serment de fidélité.
Childebert IV fils de Thierry III protège l'abbaye. Charles le Chauve donne vers l'an 860, à l'abbaye d'Orbais un village, terre ou seigneurie. Elle est enrichie par des donations de Vulfaire, archevêque de Reims, des comtes de Champagne Thibaut II et Henri Ier.
Nicolas du Bout prétend qu'il y avait dans l'abbaye des écoles publiques et une espèce d'académie ou séminaire, où on enseignait les belles-lettres et les sciences, qui attirait les étrangers, dont entre autres Gottschalk.
Au moment des invasions normandes, en 882, la châsse contenant les reliques de saint Remi est mise à l'abri à Épernay, puis dans l'église de l'abbaye Saint-Pierre d'Orbais, puis solennellement rapportée en juin 883 à Sainte-Marie.
En 937 sous le règne de Louis IV d'Outremer, les Hongrois s'avancent à travers la Lorraine et la Champagne, entrent dans Orbais, pillent et ruinent l'abbaye.
Elle est brûlée pendant la guerre de Cent Ans, presque détruite par les Anglais sous Charles VII, de nouveau ravagée en 1550, 1552 et 1568 par les réformés.
À partir du concordat de 1516, elle est dirigée par des abbés commendataires. L'abbaye est privée du droit de se choisir un abbé tiré d'entre ses religieux après la mort de Jacques en 1517.
En 1567, les troupes conduites par le sieur de Jenlis à Louis de Bourbon, prince de Condé, pour assiéger Soissons, encouragées par la présence et les discours de Christophle de Gomer, seigneur du Breuil et l'espérance d'un gros butin, assiègent l'abbaye. Nicolas de la Croix, réfugié dans le logis abbatial, après avoir résisté pendant deux jours et demi, est obligé de céder l'abbaye à la fureur des soldats
En 1666, l'abbaye n'a plus que quatre religieux âgés ou infirmes. Charles de Bourlon, évêque de Soissons, leur supérieur, leur permet de s'adresser au père Dom Bernard Audebert, troisième supérieur général, qui leur accorde au mois de novembre, trois religieux, Dom Felix Mauljeau, en qualité de supérieur, Dom Henry Jobart et Dom Claude Gérard. Audebert, fait deux concordats le 29 août 1667, pour l'union de cette abbaye à la congrégation de Saint-Maur : le premier avec Pierre de Séricourt, abbé commendataire d'Orbais ; et le second avec Dom Jean Richard, fondé de la procuration de ses autres confrères.
Le 13 février 1790, l'Assemblée constituante prononce l'abolition des vœux monastiques et la suppression des congrégations religieuses.
Les archives de l'abbaye d'Orbais ont été en partie pillées par l'abbé commendataire Nicolas de la Croix (1551-1577) et pour le reste détruites par les huguenots en 1567.
Elle est classée sur la première liste des Monuments historiques de 1840 pour son église abbatiale, et classée en 1962 pour sa salle capitulaire

## Abbés et abbés commendataires

### Abbés réguliers
Selon Dom Nicolas du Bout :
- 677-696 ? : Leudemar, 1er abbé d'Orbais
- 696-749 ? : Saint Rigobert, second abbé d'Orbais
- 844-853 : Bovon ou Bavon
- - : Ratramne
- 991 : D...
- 1040-1030 : Mainard
- 1059 : Hugues
- 1090 : Witerius
- 1095 : Pierre I
- 1119-1124 : Odon
- 1145 : Gervais I
- 1147 : Baudouin .
- 1151-1172 : Arnoul
- 1173-1180 : Guillaume
- 1192-1201 : Gervais II
- 1220-1238 : Gilles I
- 1240 : Pierre II
- 1243.1245 : Thomas
- 1277 : Aymard
- 1283-1284 : Robert.
- 1294 : Anselme
- 1300 : Garnier.
- 1300 : Gilles II
- 1352 : Guy de Treveselay
- 1377 : Pierre III Morin
- 1402-1420 ou 1421 : Pierre IV de Chavigny
- 1422 ou 1423 : Jean I
- 1435 ou 1436 : Remy.
- - : Jean II Maalot
- 1154-1501 : Pierre V Gaultier
- 1501-1509 : Denis Bongnier
- 1510-1517 : Jacques
- - : Milon, abbé ?

### Abbés commendataires
À partir du concordat de 1516, commence la série des abbés commendataires et seigneurs temporels d'Orbais. Selon Dom Nicolas du Bout :
1. 1520-1525 : Louis de Bourbon, cardinal de Vendôme.
2. 1525-1527 : Laurent de Campegge.
3. 1527 : Pierre (abbé régulier).
4. 1541-1551 : Alexandre de Campegge, fils du précédent
5. 1551-1577 : Nicolas de la Croix, de la famille des Ursins, conseiller et ambassadeur en Suisse de Charles IX.
6. 1579-1607 : Jean de Pilles
7. 1607-1617 : Jacques du Beuil.
8. 1626-1651 : René de Rieux, évêque de Léon
9. 1651-1678 : Pierre de Séricourt, seigneur d'Esclainvilliers, chevalier de Saint Jean de Jérusalem, commandant le régiment du marquis de Tilladet.
10. 1679-1681 : François-Louis Gosselin ou Guischelin, seigneur de la Barre
11. 1681-1696 : Jacques de Pouilly de Lançon (1668-1701)
12. 1697-1704 : Jean-Louis Fortia de Montréal (1663-1704)
13. 1704-1751 : Pierre Cuvier de Montsoury
14. 1751-1788 : Charles-Alexandre Du Bourg
15. 1788-1804 : Joseph - Jean - François de Lagrange Gourdon de Floirac

## Prieurs
Le prieur est le moine choisi par l'abbé pour le seconder : on parle alors de prieur claustral, le numéro deux d'une abbaye.

### Prieurs avant la réforme de 1667
Selon Dom Nicolas du Bout :
- sd : Johannes Mathé, priori hujus loci
- Vers 850 : Ratramne
- 882 : Rambradus
- 1161-1173 : Petrus
- 1217 : Odon ?
- 1240 : Philippus
- 1260 : Th...
- 1547 : Dom Jean Craureau
- 1550 : Dom Jean Louveau
- 1563 : Dom Pierre Picot
- 1577 : Dom Michel Flamen
- 1581 : Dom Jacques Odot
- 1619 : Dom Remy Martin
- 1642. Dom Pâquier du Ferrier
- 1648 : Dom Jean Le Gendre
- 1664 : Dom Jean Richard
- 1665 : Dom Jean Le Gendre
- 1665 : Dom Jean Richard

### Prieurs après la réforme de 1667
Selon Dom Nicolas du Bout :
- 1667 : Dom Felix Mauljean élu en 1667
- 1672 : Dom Damien Raulin
- 1673 : Dom Pierre Mongé
- 1699 : Dom Nicolas Du Bout
- 1702 : Dom Laurent Vasse
- 1705 : Dom Yves Du Ros
- 1708 : Dom Henri Bouzenet
- 1709 : Guillaume Bretenet
- 1714 : Dom Eustache Lescuyer
- 1715 : Dom Guillaume Bretenet
- 1720 : Dom Pierre Nicolas
- 1722 : Dom Guillaume Grüel
- 1725 : Dom François Rampenoux, Rempnoulx ou Rempenoulx))
- 1726 : Dom Denis Benoismont
- 1729 : Dom Mathieu Joret
- 1729 : Dom Omer Delville
- 1732 : Dom Pierre Delacroix
- 1734 : Dom Louis Nattin
- 1742 : Dom Thomas Mathieu
- 1745. Dom Guislain Harduin
- 1748 : Dom Jean Jolivet
- 1752 : Dom Antoine-René Chabot
- 1757 : Dom Vincent Bosquillon
- 1760 : Dom Etienne-Hyacinthe Trouvain
- 1763 : Dom Etienne-Alexandre Semillard
- 1766 : Dom Charles Franchomme
- 1770. Dom Emmanuel-Maximilien-Joseph Delporte ou de La Port
- 1772 : Dom Joseph-Romain Goudemant ou Goudman
- 1772 : Dom Pierre-François-Abel Cazé
- 1775 : Dom Charles-Michel Haudiquen
- 1778 : Dom Claude-Pierre Tempêté
- 1781 : Dom Pierre-Joseph Wagon
- 1783 : Dom Jean-Baptiste Houssart
- 1783 : Dom Pierre-François-Abel Cazé jusqu'en 1788.

## Prieurés
L'influence de l'abbaye s'étend sur les prieurés où elle envoie ses religieux et recueille les revenus :
- Prieuré simple ou chapelle de Notre-Dame d'Oiselet, situé à Chapellaine, proche du village de Fère-Champenoise, accord passé en 1147, entre Raoul, doyen du Chapitre de Châlons ; et l'abbé d'Orbais, par lequel le Chapitre cède à Orbais tous les droits, cens et rentes qu'il peut avoir , à charge d'une rente en blé et une épaule de sanglier chaque année. En 1547, le prieuré d'Oiselet consistait en chapelle, maison, grange, étables, moulin, 500 journées de terres et prés et droit de justice.
- Prieuré simple ou chapelle de Saint-Germain, situé au-dessus et dans la paroisse du Breuil près Orbais, fondé au haut Moyen Âge [8], occupé aujourd'hui par une ferme.
- Prieuré ou chapelle de Saint-Thibaud entre Orbais et le hameau de Margny, fondé au XIIe siècle, avait un prieur en 1554, déserté en 1616 et ruiné en 1668.

## Dîmes
Droit de patronage et de nomination aux églises ou cures (paroisses) dont le chapitre de l'abbaye percevait les dîmes :
- Orbais
- La Chapelle-sous-Orbais
- La Ville-sous-Orbais
- Suizy-le-Franc
- Verdon
- Montigny
- Taissy[9].

## Patrimoine foncier
- Terre et seigneurie de Champ-Renaud dans la paroisse de La Ville-sous-Orbais
- Ferme du Tremblay à Orbais
- A une époque, 14 moulins dépendaient de l'abbaye
- Étang de la Linarderie

## Héraldique
| Armes de Orbais-l'Abbaye | Les armes de l'Abbaye Saint-Pierre d'Orbais se blasonnent ainsi : d'azur aux deux clefs d'or passées en sautoir, à l'épée brochante d'argent, le tout accosté de deux larmes du même et surmonté de deux fleurs de lys aussi d'or. |

## Description de l’abbatiale
La destruction des archives médiévales de l'abbaye ne permet pas d'avoir des données historiques précises sur la construction de l'abbatiale. Les dates de construction sont l'objet de controverses. Elles sont dues à une opinion qui veut que Jean d'Orbais, l'architecte de la cathédrale de Reims, a été le maître d'œuvre de l'abbatiale et que celle-ci préfigurerait la cathédrale.
Pour Louis Demaison, la construction de l'église a été commencée peu avant 1180 car, à cette date, d'après le procès-verbal de la cérémonie, l'évêque de Soissons, Nivelon de Quierzy a consacré en présence de l'abbé Guillaume un autel à la Vierge et à saint Thomas et a transféré les reliques du patron de la communauté, saint Rieul ou Réole, dans une nouvelle châsse, et cette cérémonie s'est déroulée dans une bâtisse en cours de reconstruction. L'abbé Guillaume, décédé en 1192 a été inhumé dans la chapelle de la Sainte-Vierge s'ouvrant dans le bras droit du transept.
Pour Louis Bréhier, l'église a été bâtie vers 1200 et pour l'opinion courante au commencement du XIIIe siècle par Thibaut III ou Thibaut IV, comte de Champagne et de Brie.
Soumise aux abbés commendataires depuis 1520 avec Louis de Bourbons, cardinal de Vendôme. Une partie de la nef dont la voûte tombe en 1651 alors que Pierre de Séricourt en était abbé commendataire, les réparations se firent jusqu'en 1657 mais uniquement de sauvegarde, reconstruction d'un toit en bois. Au mois de mai 1702, pour empêcher la ruine de la nef par la chute du gros mur vers le midi, les religieux firent placer et poser en travers, sur les chapiteaux des quatre piliers de la nef, deux grosses poutres.
Des travaux furent entrepris par Jacques de Pouilliy de Lançon en 1693 comme la dépose de vitraux pour les remplacer par des vitres claires, des panneaux de bois, les autels pour les adosser aux murs sous les fenêtres.
Le plan de l'édifice actuel est tronqué du fait de la disparition d'une partie de la nef, six travées, et d'une partie des bâtiments conventuels. L'architecte, Jean d'Orbais venait de la cathédrale de Reims. Les parcs et jardins ne sont plus clos ni en usage actuellement.
Le bâtiment conventuel restant est classé en 1962.
L'église dédiée aux apôtres Pierre et Paul est, elle aussi, classée comme monument historique par la liste de 1840.

### Intérieur

#### Les dalles
- Tombe de l'abbé Guillaume ayant pour inscription : « abbas Willelmus quo nostra... a rebus mundi quae causam dant pereundi ad regnum coeli pervenir mente fideli Hoc sub sarcophago requiescit vir venerandus »[15].
- Tombe en pierre blanche de l'abbé Guy de Trevesclay (†1352) : « Cy gyst Guy de trevesclay jadis abbé d'orbes qui trepassa l'an de grace MCCCLII au mois de septembre priez pour l'ame de li en disant requiem aeternam dona ei domine et lux perpetua luceat ei cum sanctis tuis in aeternum quia pius es ».
- Tombe de Pierre de Chavigny, abbé d'Orbais (†1421), inscrite : « ci gyst messire  Pierre de chavigny jadis abb' d'orbaiz qui trepassa en l'an de grace notre seigneur MIIIIXX le septimeme jour du mois d'aout Priez dieu pour l'ame de luy »
- La tombe de dom Louveau prieur claustral et vicaire général de Nicolas de la Croix abbé d'Orbaiz.

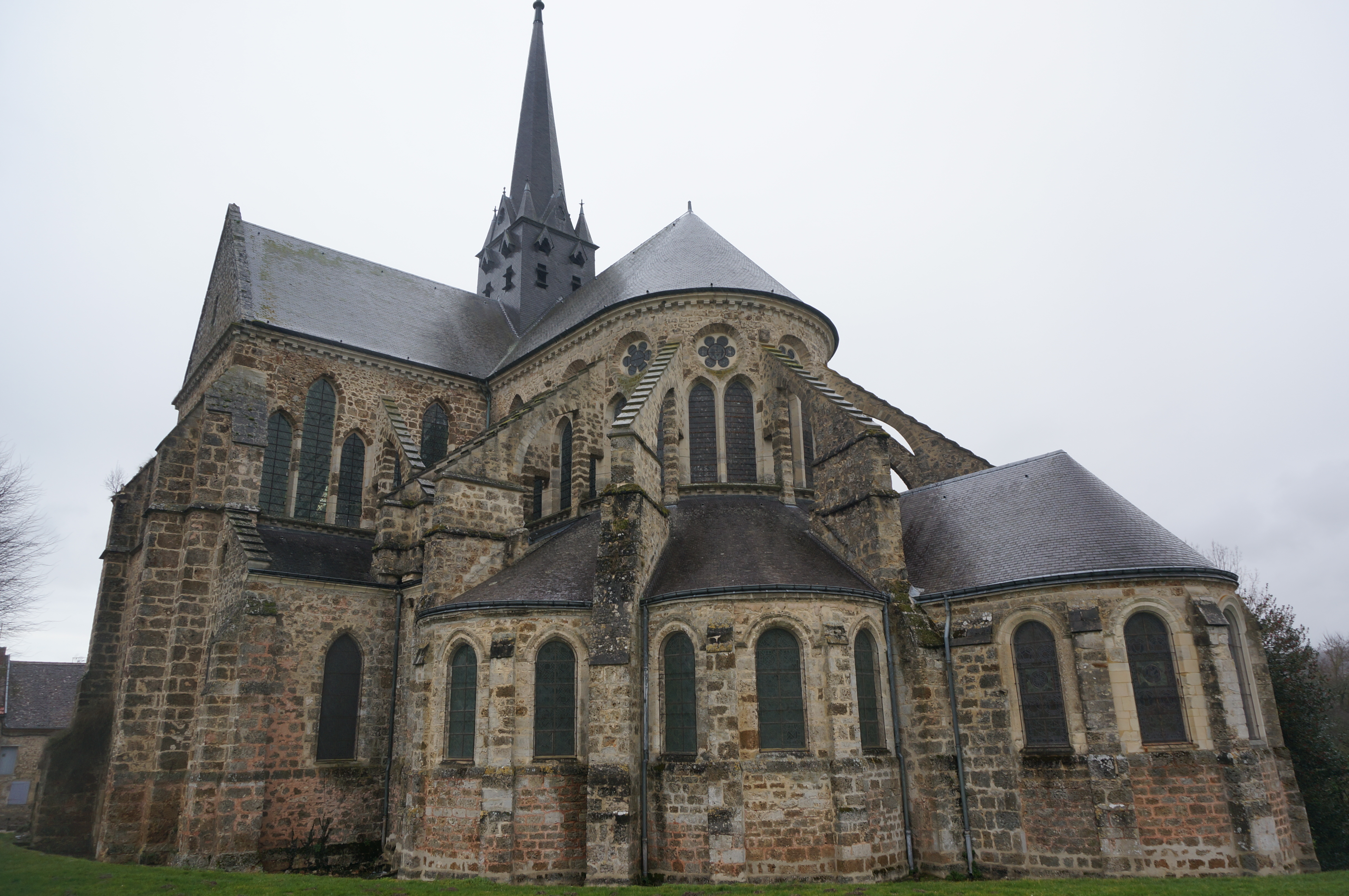
Le chœur vue de l'extérieur.
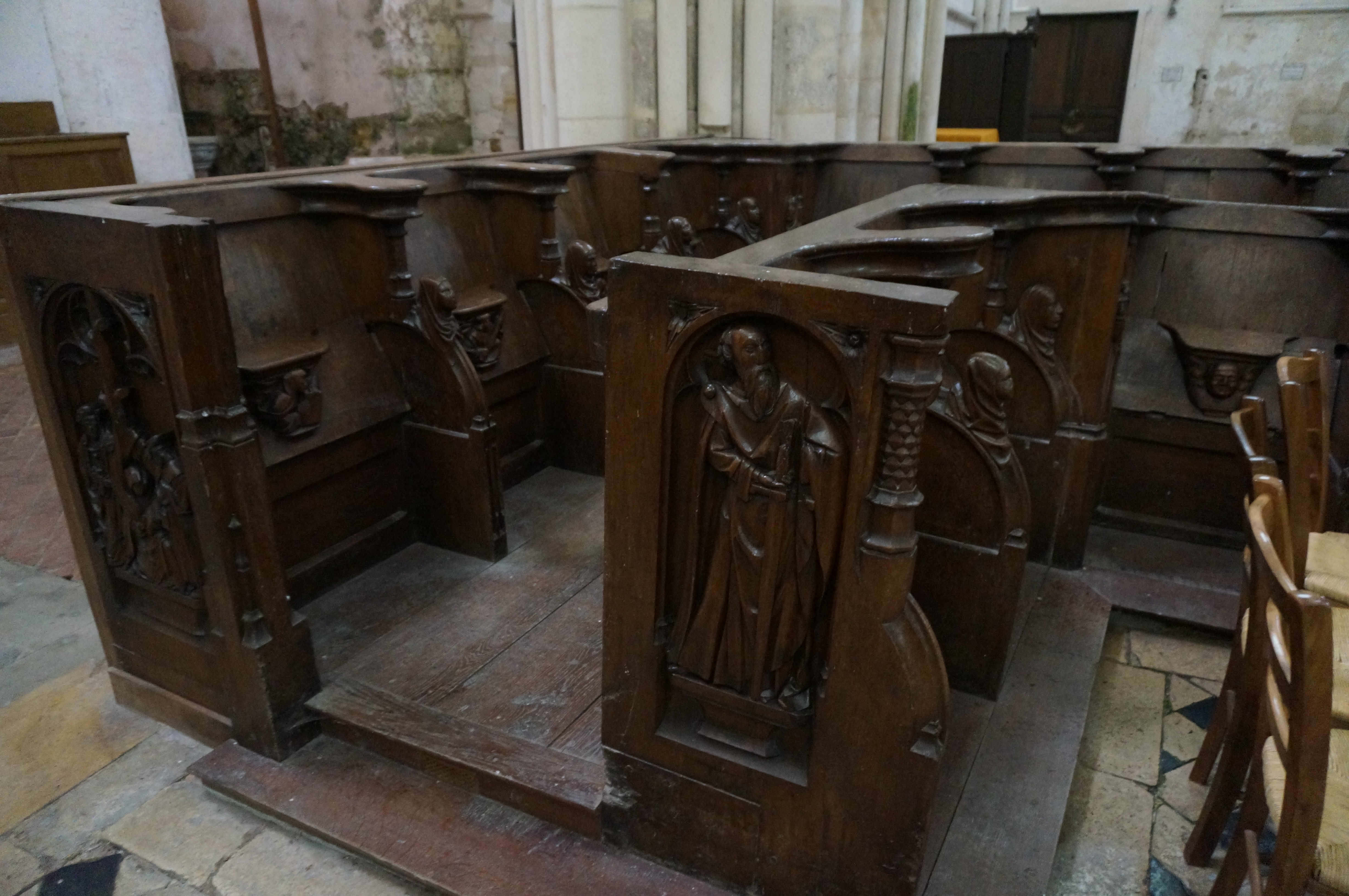
Les stalles sculptées du XVIe siècle.
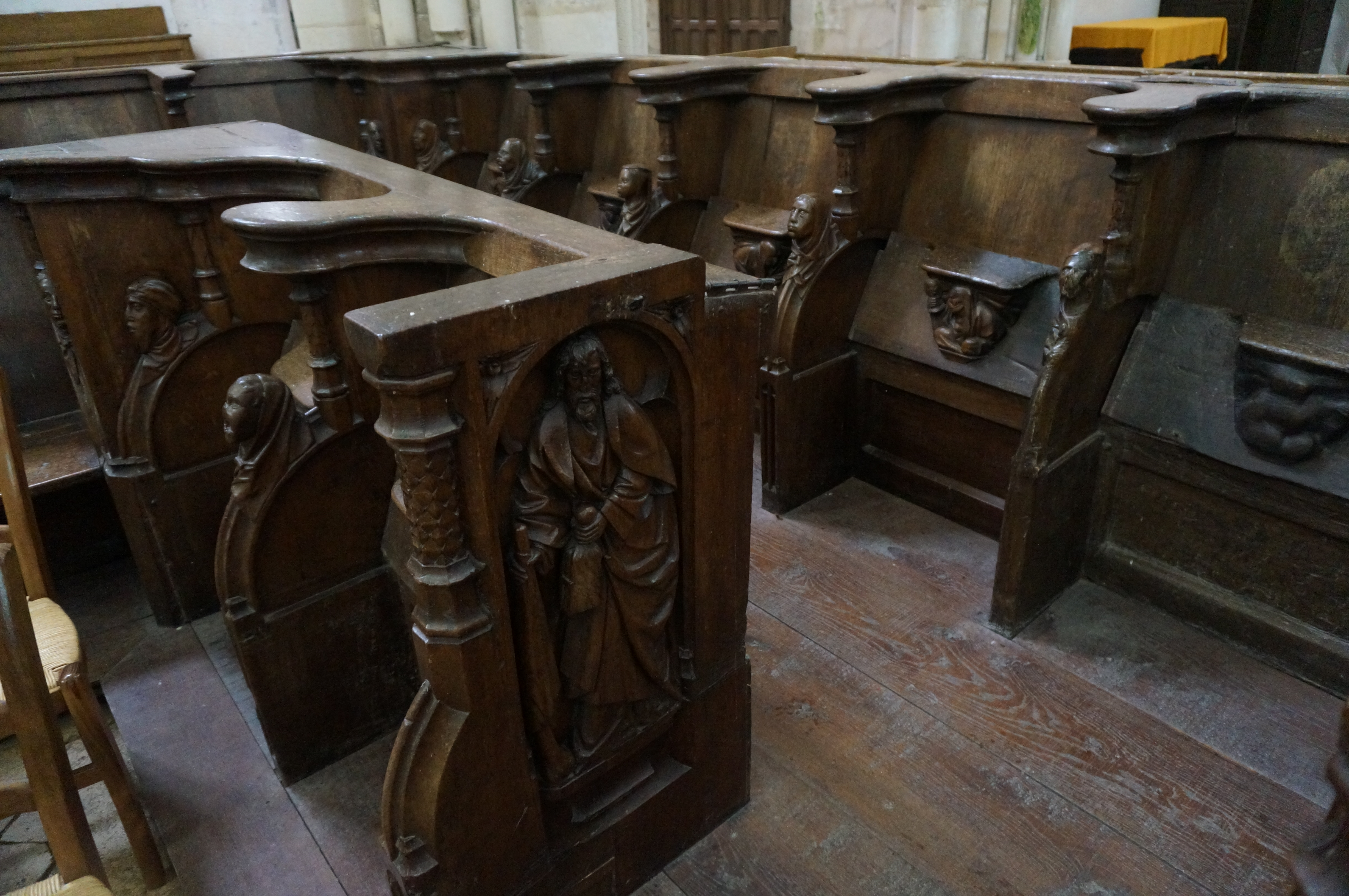
Les stalles.
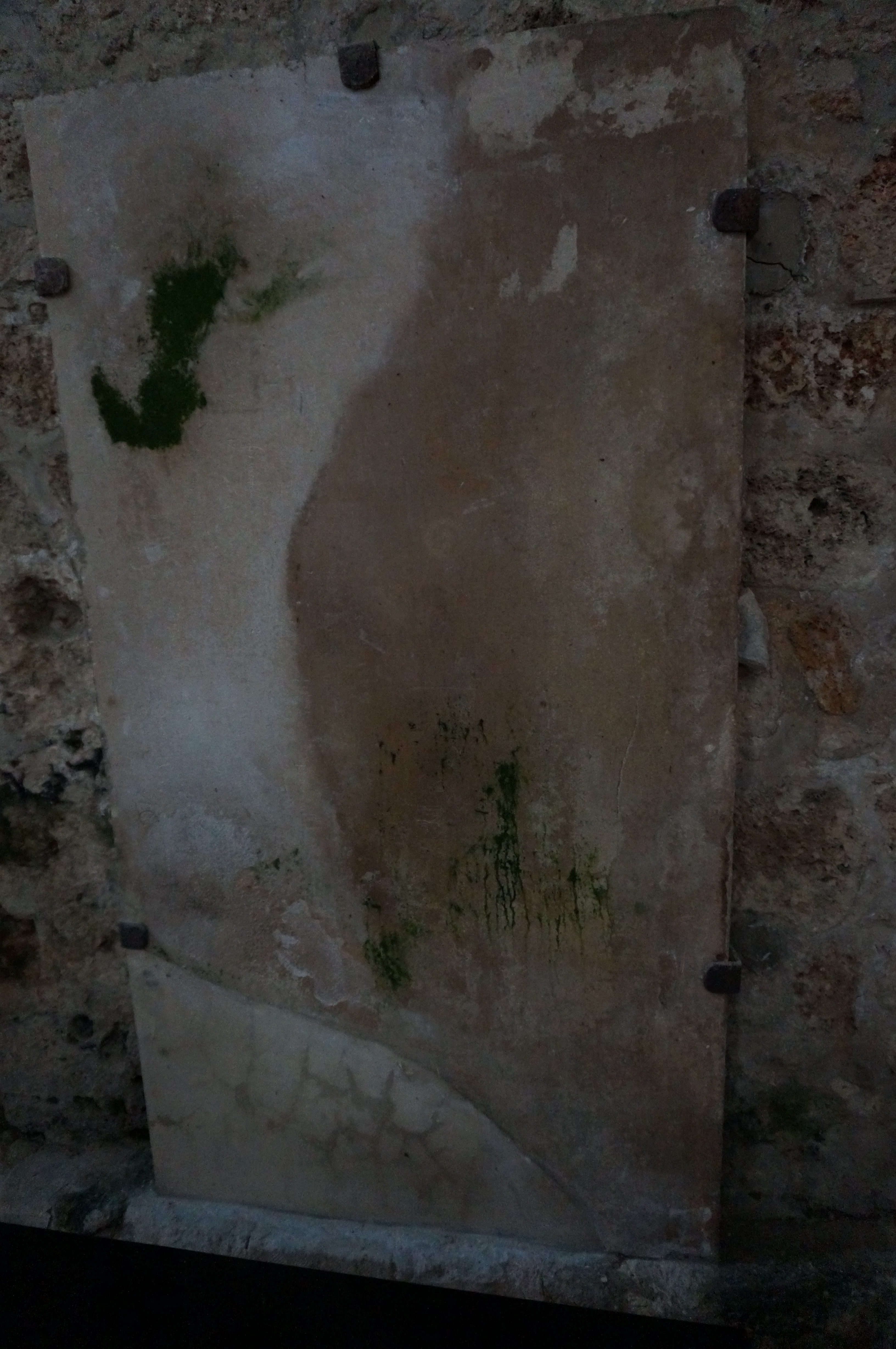
Dalle de Guy de Traveselay.
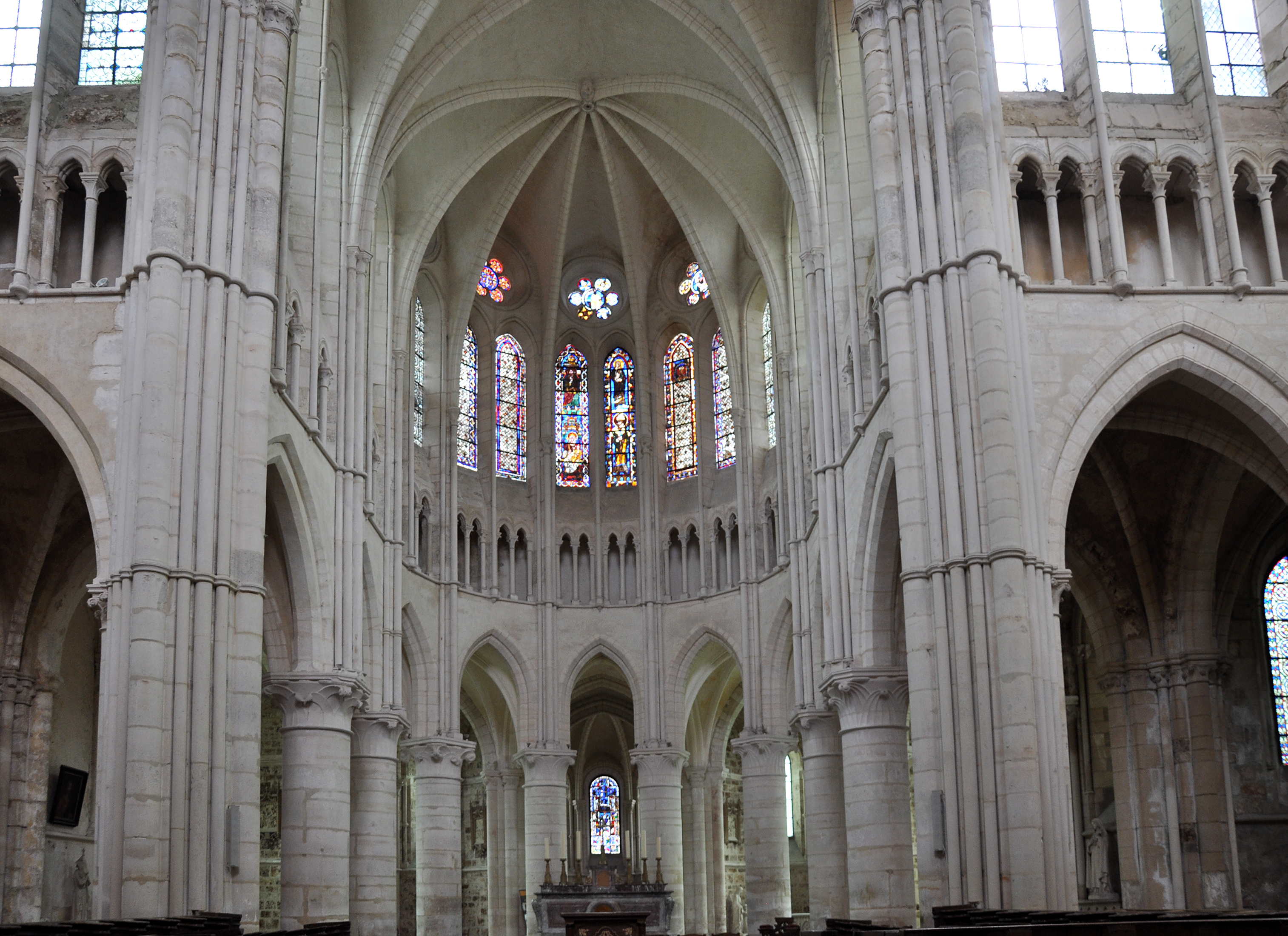
Le chœur.

Un grand nombre de vitraux, du XIIe siècle, décors et grisailles sont classés, la plus grande partie sont ceux se trouvant dans le chœur.

#### Décors
Elle accueille aussi en décoration des tableaux comme le Repas chez Simon, le Christ au Jardin des oliviers du XVIIe siècle, la Vierge à l'enfant du XIXe siècle par Adèle Lauzier, Saint-Prix par Charles Lauvet.

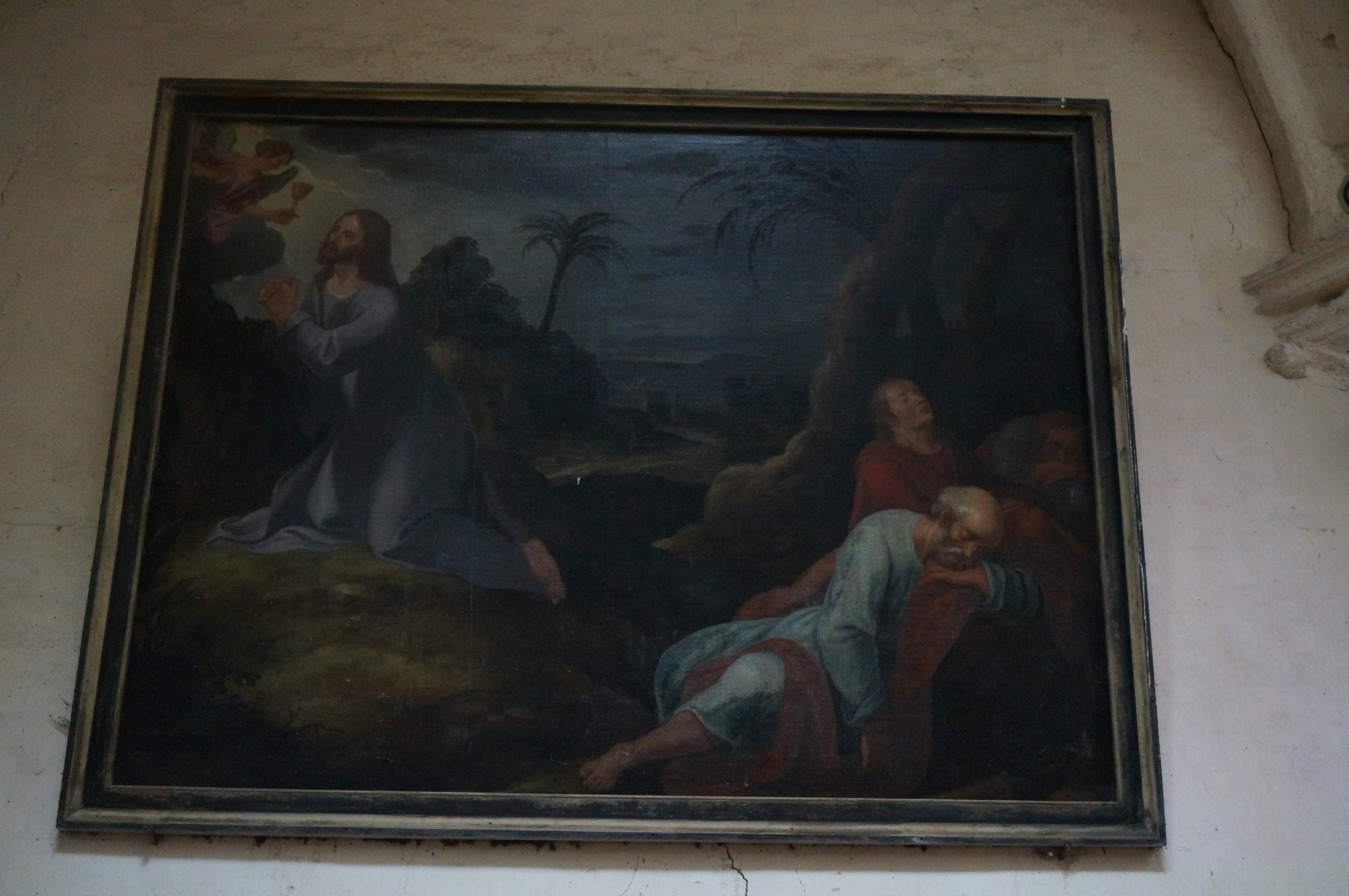
Sur le mont des oliviers.
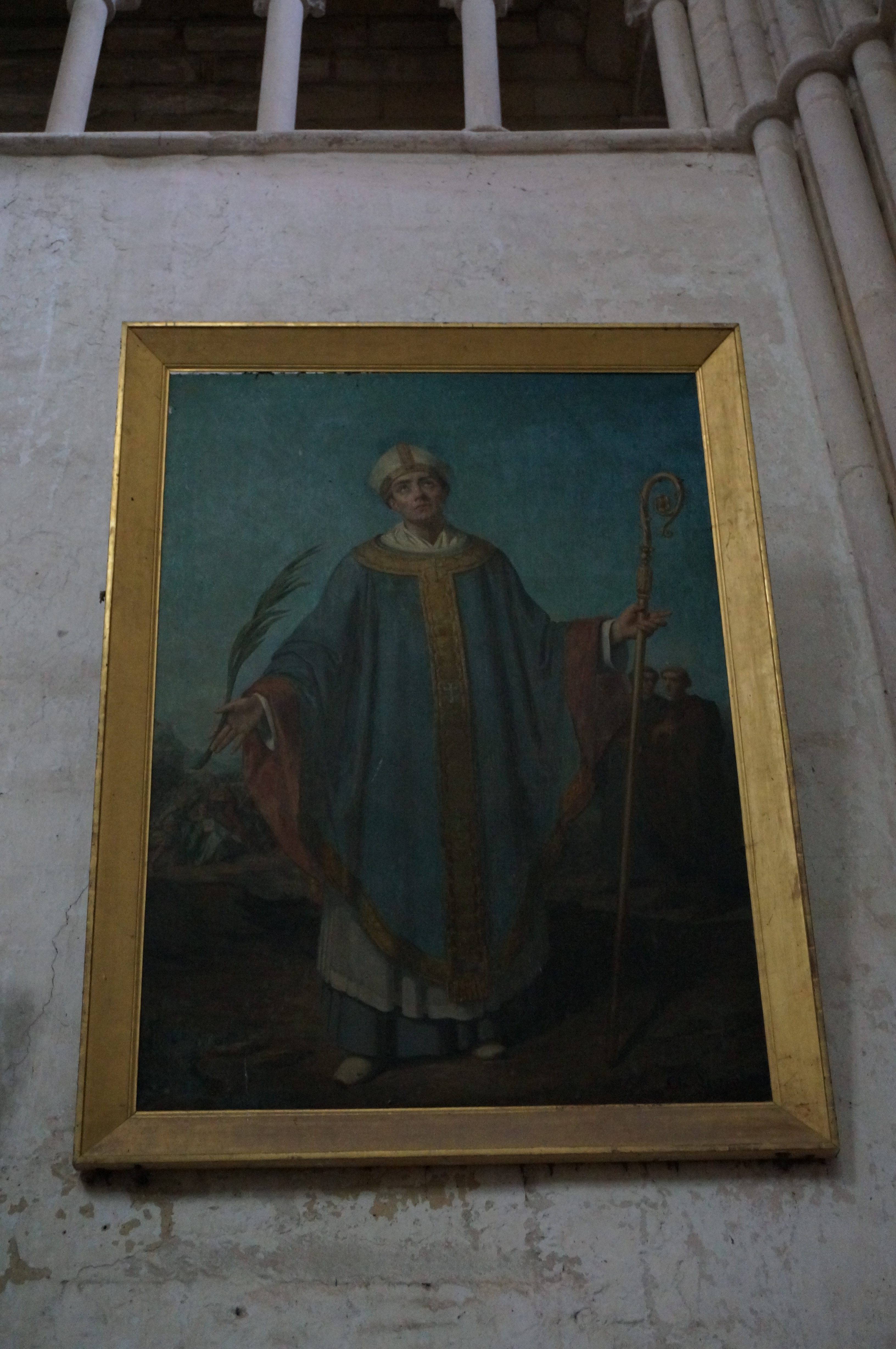
Saint-Prix.
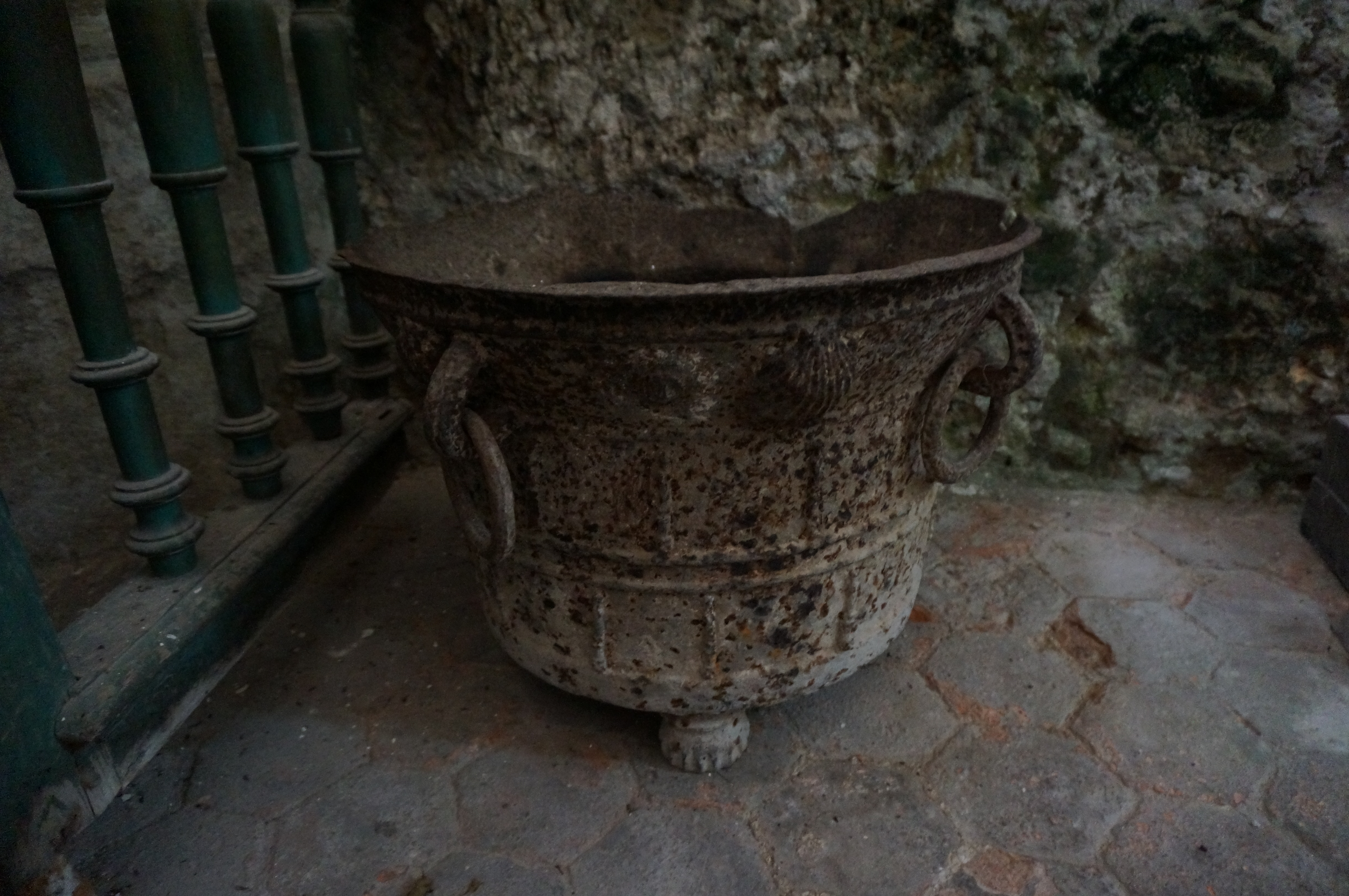
Fonts baptismaux du XVIe siècle.

#### Vitraux
L'ancienne abbatiale possède plusieurs vitraux du XIIIe siècle qui ont été largement restaurés aux XIXe et XXe siècles :
- la verrière typologique la Rédemption, de la baie d'axe, datée de 1200[16]. La partie inférieure a été refaite en 1880 par le peintre-verrier Oudinot ;
- le vitrail héraldique de la baie no 24, daté de 1250-1260[17] ;
- le Calvaire de la baie no 26, daté de 1215-1220[18] ;
- les trois verrières à personnages des baies nos 100 à 102, réalisées entre 1210 à 1260[19] ;
- les trois verrières géométriques des baies nos 107, 108 et 117 réalisées entre 1200 et 1250 suivant des modèles cisterciens[20]. Ces verrières ont été restaurées au XXe siècle ;
- les six verrières en grisaille décorative du 3e quart du XIIIe siècle, baies nos 108, 109, 110, 11, 112, 119[21].

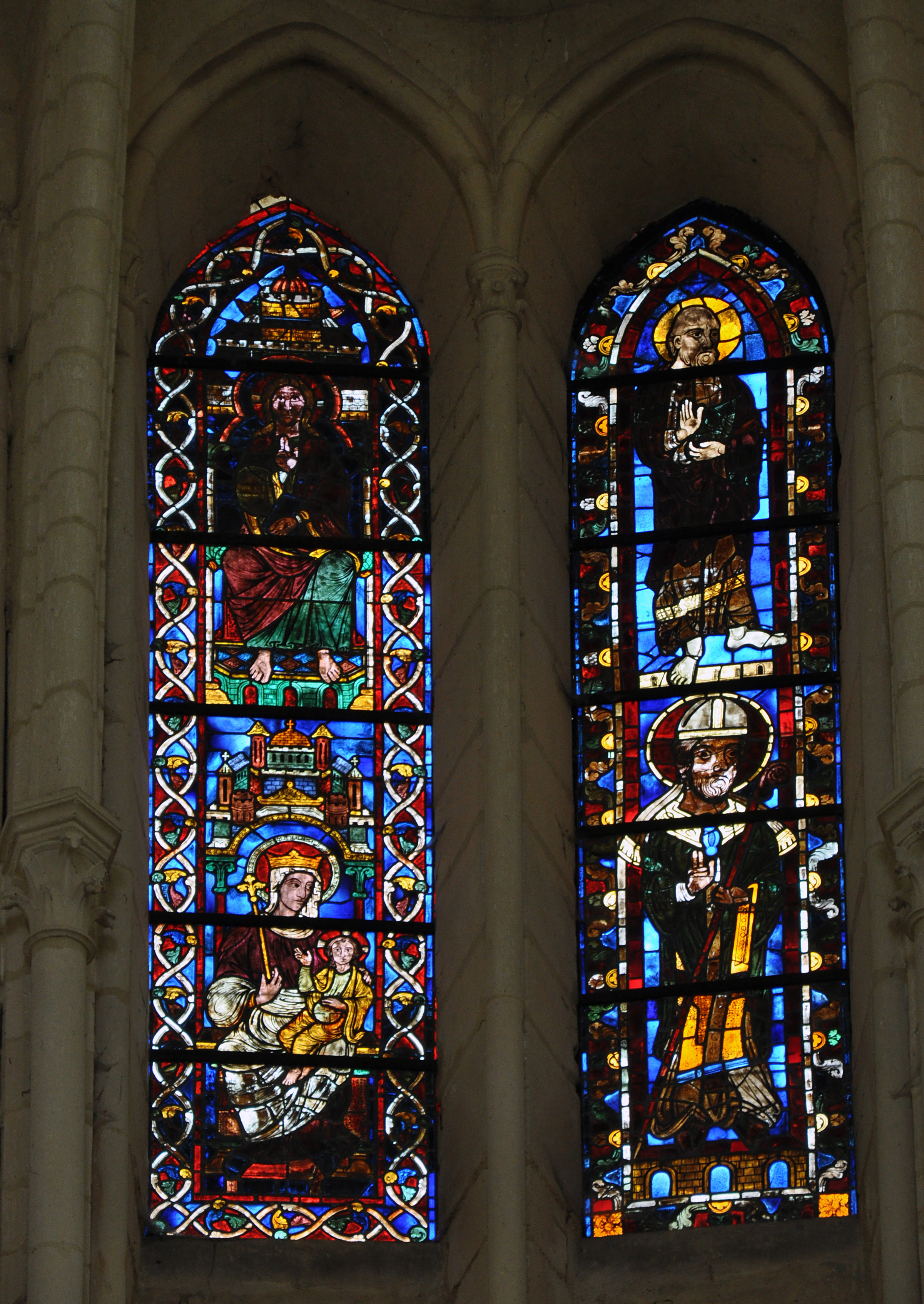
Verrières de personnages des baies 100 et 102.
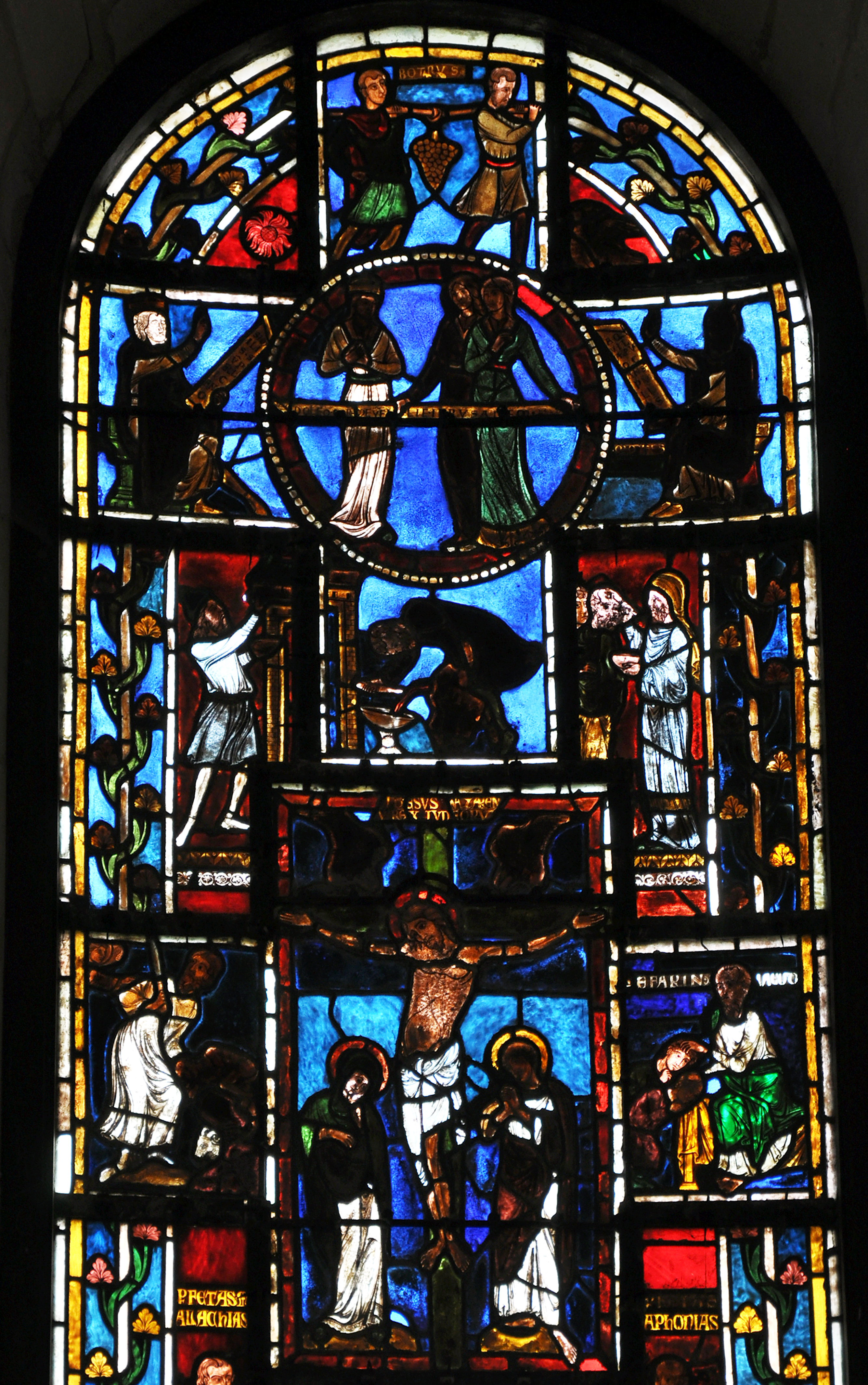
Verrière typologique la Rédemption de la baie d'axe (baie 0).
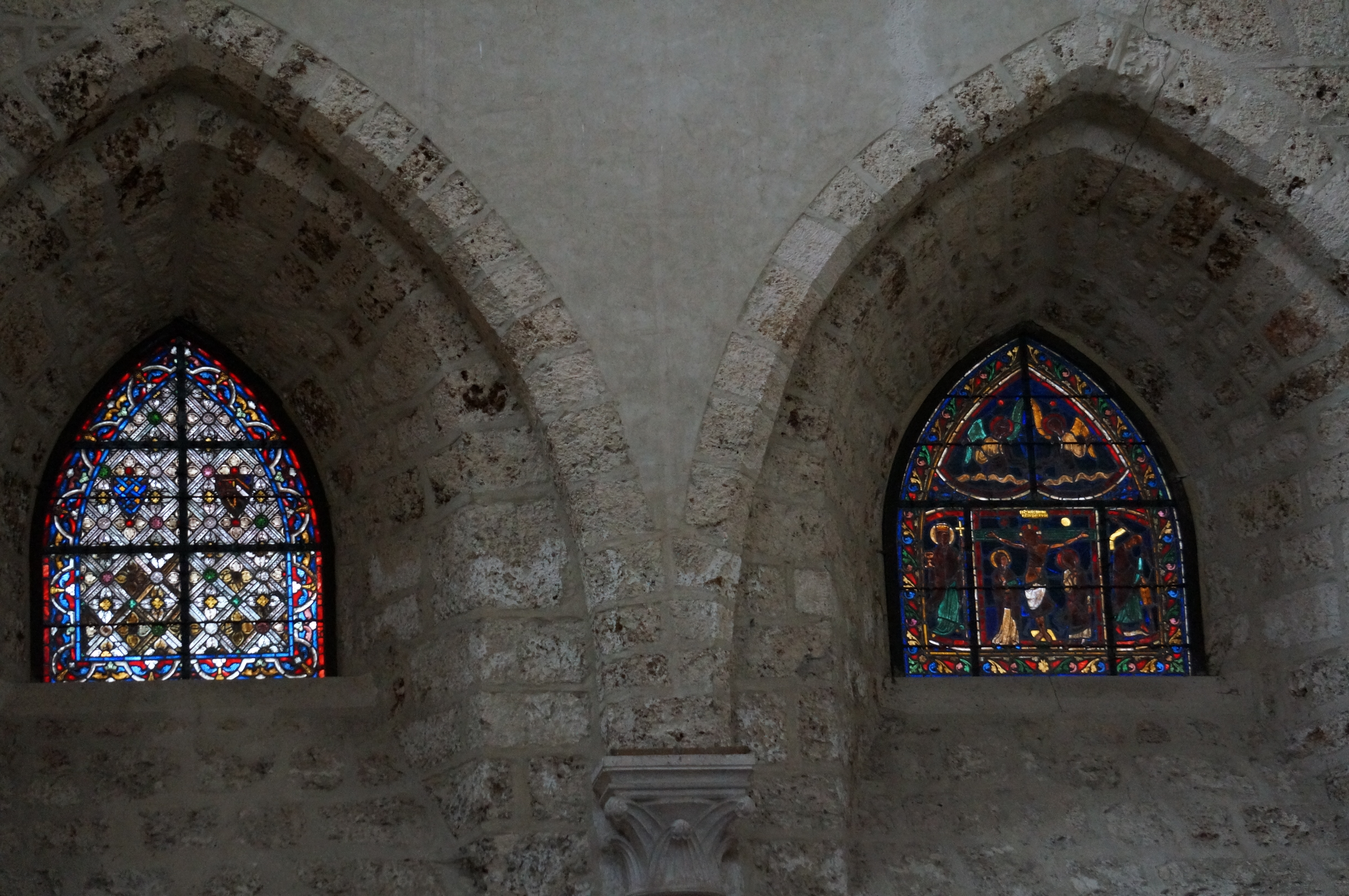
Le vitrail héraldique (baie 24) et vitrail du Calvaire (baie 26).
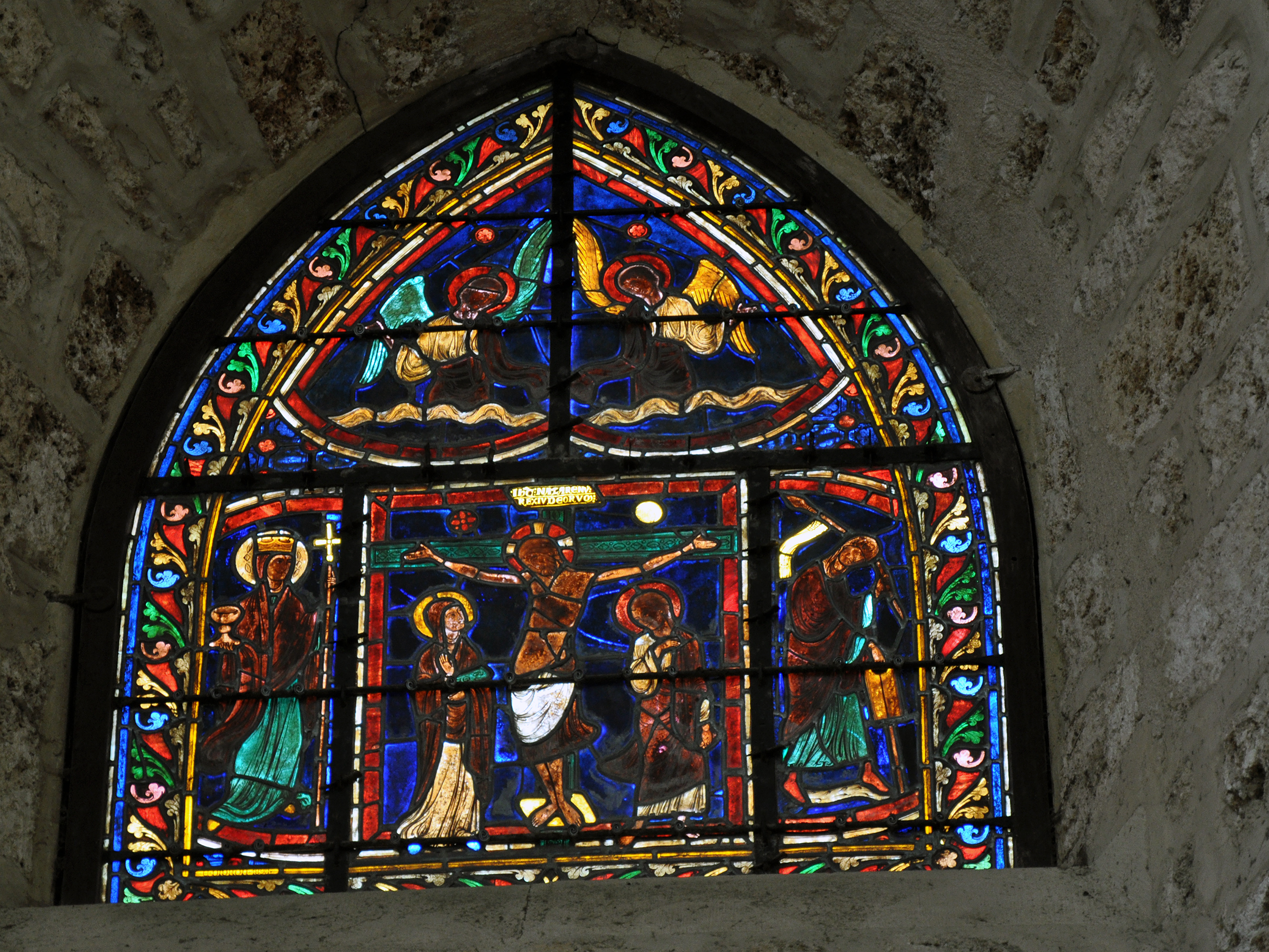
Vitrail du Calvaire de la baie 26